# Mourad Bey
Mourad I Bey (Corsica, ... – 1631) è stato il primo Bey di Tunisi e il fondatore della dinastia dei Muradidi.

## Biografia
Originario della Corsica e chiamato Giacomo Senti (o Sento), Murād fu catturato dai corsari tunisini all'età di nove anni e acquistato dal primo bey di Tunisi, il vecchio mamelucco Ramadhan. Fu promosso dal bey, che lo nominò suo luogotenente ( kahia ) nel 1613, e partecipò a missioni per pacificare l'entroterra e riscuotere le tasse a capo di battaglioni armati chiamati mhalla . Si alleò con Yusuf Dey e ricevette la posizione del suo vecchio maestro dopo la sua morte nel 1613. Fu arricchito dai corsari e successivamente ottenne il titolo di pascià di Tunisi dal governo ottomano, insieme al diritto di suo figlio ed erede Hammuda Bey di ereditare il titolo di Bey, con l'accordo di Yusuf Dey.  Durante il suo regno, la provincia ottomana di Tunisi concluse trattati di pace e di commercio con varie potenze europee. Murād mantenne anche una corrispondenza diplomatica con i Granduchi di Toscana. Divenne così il fondatore di una dinastia di Beys che arrivò a godere di un ruolo di controllo nel governo della Tunisia.